# Cotzumalhuapa-Kultur
Die sogenannte Cotzumalhuapa-Kultur (auch Cotzumalguapa-Kultur) ist nach dem Ort Santa Lucía Cotzumalguapa im Departamento Escuintla in Guatemala benannt. Sie besteht im Wesentlichen aus den Fundstätten El Baúl, Bilbao und El Castillo und gehört – neben der Monte-Alto-Kultur, Takalik Abaj und einigen kleineren Fundstellen – zu den mesoamerikanischen Pazifik-Kulturen, die sich von Guatemala bis nach Cara Sucia in El Salvador erstrecken. Allen Fundstellen gemeinsam ist das Fehlen von Datums- oder Schrift-Glyphen; Bezüge zur Maya-Kulter sind wahrscheinlich, aber noch nicht abschließend erforscht. Die Kulturlandschaft von Cotzumalhuapa wurde durch moderne Siedlungsaktivitäten und den Zuckerrohranbau stark zerstört.

Frühe Fundstätten entlang der Pazifikküste

## Lage
Die Kleinstadt Santa Lucía Cotzumalguapa liegt etwa 85 km südwestlich von Guatemala-Stadt bzw. Kaminaljuyú in rund 500 m Höhe an den Südabhängen des von Vulkanen – insbesondere vom 3763 m hohen Volcán de Fuego – geprägten Hochlandes von Guatemala. Die Hauptfundstellen, die Fincas Bilbao und El Baúl, liegen etwa 3 bis 5 km nördlich des Ortes.

## Forschungsgeschichte
Zeichnungen und Beschreibungen des österreichischen Reisenden Dr. Habel, der den Fundort 1862 besuchte, veranlassten Adolf Bastian (1826–1905), den Direktor des Berliner Völkerkundemuseums, im Jahre 1876 Cotzumalhuapa aufzusuchen und einige Altertümer aus Bilbao für das Berliner Museum zu erwerben. Die Reliefs der Steinplatten wurden abgesägt um Gewicht zu sparen, zur Küste transportiert und auf ein Schiff verladen. Ein Block fiel dabei in den Hafen von Puerto San José und wurde bis heute nicht geborgen. Die sieben anderen gelangten über Stettin nach Berlin und zierten lange Zeit das Treppenhaus des Dahlemer Museums. Seit einigen Jahren sind sie (wieder zu Stelen ergänzt) im Ethnologischen Museum Berlin aufgestellt.
Der britische Archäologe Eric Thompson (1898–1975) war der erste, der Ende der 1940er Jahre das etwa 10 km² umfassende und durch gepflasterte Straßen miteinander verbundene Hauptgelände sowie mehrere Nebenfundorte bis hin nach El Salvador (Cara Sucia) – mit Ausnahme von Monte-Alto – zu einem Kulturkomplex zusammenfasste.

## Sehenswürdigkeiten

### Architektur

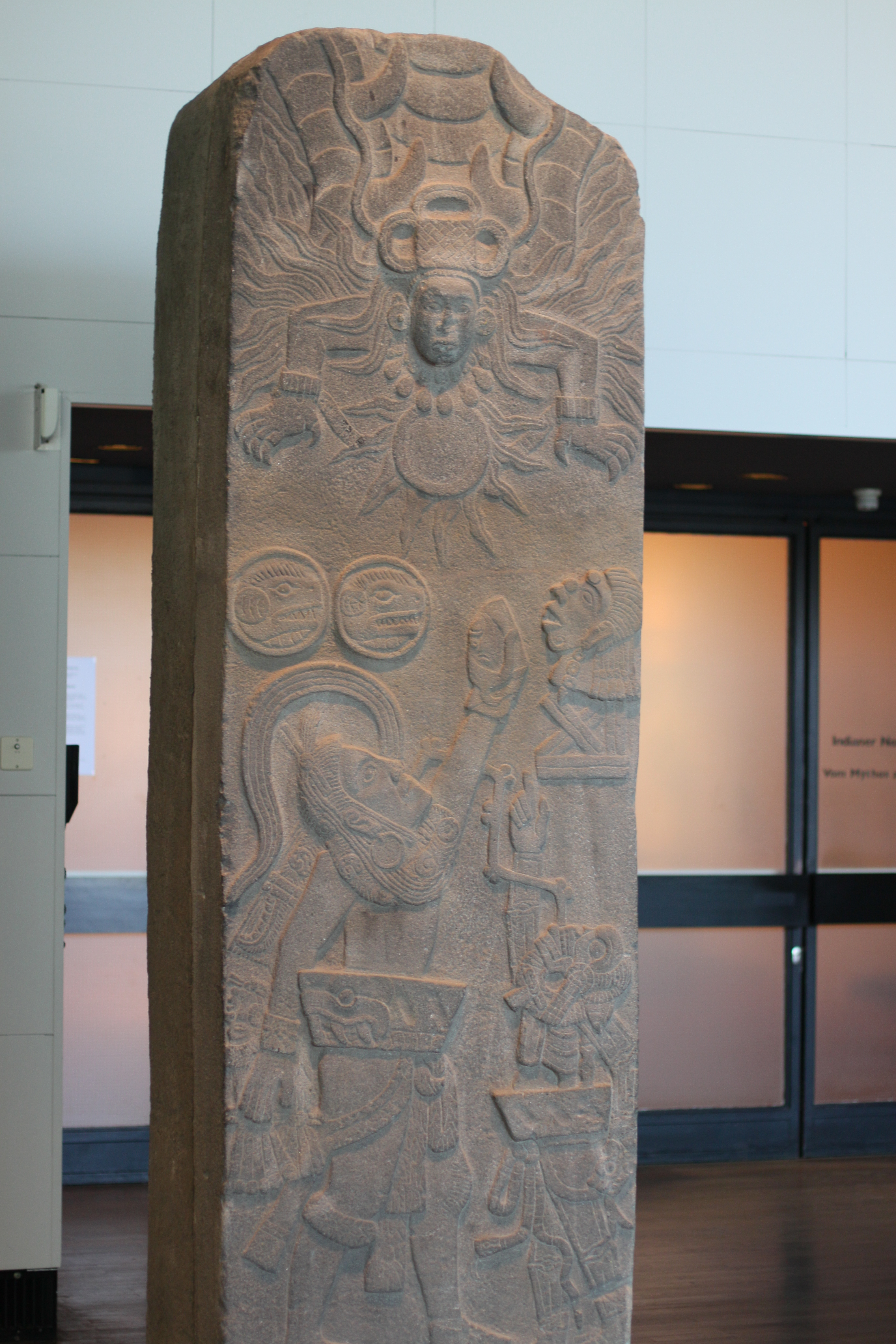
Ballspieler-Stele von Bilbao (seit 1881 in Berlin)

Über die Architektur der Fundstellen lässt sich nur wenig sagen, da sämtliche Anlagen von Zuckerrohrfeldern und städtischen Bebauungen bedeckt sind. Nur einige Bodenerhebungen weisen noch auf ehemalige Gebäudekomplexe hin. Eine Besonderheit der Cotzumalhuapa-Kultur waren die bei Ausgrabungen entdeckten gepflasterten Straßen; die längste von ihnen verband die Akropolis von El Baúl mit derjenigen von Bilbao und maß etwa 2,5 km bei einer Breite von 11 m bis 14 m. Sogar eine Holzbrücke, deren Länge etwa 33 m betrug und deren ca. 6 bis 8 m voneinander entfernte steinerne Pfeilerfundamente noch heute erkennbar sind, wurde gebaut.

### Skulpturen
Berühmt wurde die Cotzumalhuapa-Kultur durch die Eigenständigkeit und Vielfalt ihrer Skulpturen, die sowohl reliefierte Stelen, als auch vollplastische Bildwerke umfasst, die in den Zeitraum von etwa 200 v. Chr. bis 800 n. Chr. datiert werden. Wesentliches Charakteristikum der Cotzumalhuapa-Monumente ist – abgesehen von einer Ausnahme – das vollständige Fehlen von Datierungen und Schriftzeichen. Auch die stilistische Darstellungsweise ist sehr uneinheitlich, so dass einige Forscher die Einwanderung der aus Mexiko stammenden und Nahuatl sprechenden Pipilen, die hier auf eine anderssprachige und wohl auch andersdenkende indigene Bevölkerung trafen, für den Stilmix mitverantwortlich machen. Die bedeutendsten Stelen sind:
El Baúl, Stele 1Priesterkönig mit Zeremonialmesser und frühes Datum in der Langen Zählung der Maya (2. März 37 n. Chr.)
El Baúl, Stele 5Zwei Ballspieler mit Handschuhen(?); der Sieger stehend mit Coyote-Maske, der Verlierer vor ihm auf dem Boden liegend
Bilbao, Stelen 1–4 (in Berlin)Ballspieler mit breiten Jochsteinen (yugos) um die Hüften und einem zwischen den Beinen hochgebundenen Tuch; die Köpfe sind nach oben gewandt; im oberen Bereich jeweils eine Gottheit und einige wenige Rundglyphen